# Cormobates
Genre
Cormobates est un genre d'oiseaux de la famille des Climacteridae.

## Liste des espèces
Selon la classification de référence du Congrès ornithologique international (version 8.1, 2018) :
- Cormobates leucophaea (Latham, 1801)
  - Cormobates leucophaea grisescens (Mathews, 1912)
  - Cormobates leucophaea intermedia (Boles & Longmore, 1984)
  - Cormobates leucophaea leucophaea (Latham, 1801)
  - Cormobates leucophaea metastasis Schodde, 1989
  - Cormobates leucophaea minor (Ramsay, EP, 1891)
- Cormobates placens (Sclater, PL, 1874)
  - Cormobates placens meridionalis (Hartert, 1907)
  - Cormobates placens placens (Sclater, PL, 1874)